# فردی فراگ‌فیس
فردی فراگ‌فیس (به دانمارکی: Orla Frøsnapper) یک انیمیشن دانمارکی ساخت سال ۲۰۱۱ به کارگردانی پِتر دُد است.